# Isarog
Der Isarog ist ein 1966 Meter hoher Stratovulkan, circa 280 km südöstlich von Manila. Er liegt auf den Philippinen auf der Insel Luzon in der Provinz Camarines Sur in der Region Bicol etwa 20 km nordöstlich der Stadt Naga. Der Mount-Isarog-Nationalpark wurde 1938 gegründet und umfasst den kompletten Berg auf einer Fläche von 99,71 km².
Sein Basisdurchmesser wird mit 32,5 km angegeben, sein Gestein wird als Augit-Andesit klassifiziert. An seinen Berghängen gibt es geothermale Quellen, die mit einer Temperatur von 30 bis 55 °C austreten, manchmal erreichen die Temperaturen über 80 °C. Der Isarog wird aus diesem Grund als ein potenziell aktiver Vulkan beschrieben. Schriftliche Belege für einen Ausbruch in den letzten 500 Jahren existieren jedoch nicht.